# Monsols
Monsols korábbi község (település) Franciaországban, Rhône megyében. 2019. január 1-jén Avenas, Ouroux, Saint-Christophe, Saint-Jacques-des-Arrêts, Saint-Mamert és Trades községekkel egyesült és az így létrejött Deux-Grosnes új község része lett.
Lakosainak száma 913 fő (2018. január 1.). Monsols Saint-Christophe, Ouroux, Propières, Saint-Bonnet-des-Bruyères, Saint-Igny-de-Vers és Les Ardillats községekkel határos.

## Népesség
A település népességének változása:
| Lakosok száma | 946  | 914  | 924  | 912  | 913  |
|               | 2013 | 2015 | 2016 | 2017 | 2018 |